# Contea di Maries
La contea di Maries in inglese Maries County è una contea dello Stato del Missouri, negli Stati Uniti. La popolazione al censimento del 2000 era di 8 903 abitanti. Il capoluogo di contea è Vienna